# 한국특수가축협회
한국특수가축협회는 특수가축의 대체육류 및 고기능성 제품을 개발하여 국제경쟁력을 갖춘 특수축산업으로 육성시키는데 기여 목적으로 2002년 2월 8일 설립된 대한민국 농림수산식품부 소관의 사단법인이다. 사무실은 경북상주시 청리면 남상주로 1166이다.https://blog.naver.com/tokky0925

## 사업
- 특수가축의 기술 및 경영지도사업
- 특수가축분양 및 생산자재 등 알선사업
- 특수가축의 생산물 소비촉진 및 유통개선사업
- 특수가축사업홍보 및 전문지 발간 사업
- 정책개발 및 제도개선 연구사업 등 필요사업